# Comuna Ruginești, Vrancea
Ruginești este o comună în județul Vrancea, Moldova, România, formată din satele Anghelești, Copăcești, Ruginești (reședința) și Văleni.

## Așezare
Comuna se află în extremitatea de nord a județului, la limita cu județul Bacău, la vest de orașul Adjud, pe ambele maluri ale Domoșiței, și pe malul drept al Trotușului, emisarul Domoșiței. Este străbătută de șoseaua județeană DJ119C, care duce înspre est la Pufești (unde se termină în DN2) și spre nord în județul Bacău la Urechești (unde se termină în DN11A.

## Demografie
Componența etnică a comunei Ruginești
     Români (94,21%)
     Alte etnii (0%)
     Necunoscută (5,79%)
Componența confesională a comunei Ruginești
     Ortodocși (93,1%)
     Alte religii (0,94%)
     Necunoscută (5,96%)
Conform recensământului efectuat în 2021, populația comunei Ruginești se ridică la 4.129 de locuitori, în creștere față de recensământul anterior din 2011, când fuseseră înregistrați 3.497 de locuitori. Majoritatea locuitorilor sunt români (94,21%), iar pentru 5,79% nu se cunoaște apartenența etnică. Din punct de vedere confesional, majoritatea locuitorilor sunt ortodocși (93,1%), iar pentru 5,96% nu se cunoaște apartenența confesională.

## Politică și administrație
Comuna Ruginești este administrată de un primar și un consiliu local compus din 13 consilieri. Primarul, Ion Avram[*], de la Partidul Social Democrat, este în funcție din 2012. Începând cu alegerile locale din 2024, consiliul local are următoarea componență pe partide politice:
|  | Partid                          | Consilieri | Componența Consiliului | Componența Consiliului | Componența Consiliului | Componența Consiliului | Componența Consiliului | Componența Consiliului | Componența Consiliului | Componența Consiliului |
|  | ------------------------------- | ---------- | ---------------------- | ---------------------- | ---------------------- | ---------------------- | ---------------------- | ---------------------- | ---------------------- | ---------------------- |
|  | Partidul Social Democrat        | 8          |                        |                        |                        |                        |                        |                        |                        |                        |
|  | Partidul Național Liberal       | 3          |                        |                        |                        |                        |                        |                        |                        |                        |
|  | Alianța pentru Unirea Românilor | 1          |                        |                        |                        |                        |                        |                        |                        |                        |
|  | Uniunea Salvați România         | 1          |                        |                        |                        |                        |                        |                        |                        |                        |

## Istorie
La sfârșitul secolului al XIX-lea, comuna făcea parte din plasa Șușița a județului Putna și era formată doar din satul de reședință, cu 1278 de locuitori. În comună existau două biserici și o școală mixtă cu 78 de elevi. La acea vreme, pe teritoriul actual al comunei mai funcționau, în plasa Răcăciuni a aceluiași județ, și comunele Anghelești și Copăcești. Comuna Anghelești avea 520 de locuitori ce trăiau în 129 de case, și o biserică. Comuna Copăcești avea în compunere satele Copăcești și Slobozia, cu 732 de locuitori ce trăiau în 193 de case, și aici existând o biserică ortodoxă.
Anuarul Socec din 1925 consemnează toate cele trei comune în plasa Caregna a aceluiași județ, alcătuirea lor păstrându-se. Comuna Ruginești avea 1413 locuitori, comuna Anghelești avea 670, iar comuna Copăcești — 880. În 1931, comunele Ruginești (cu satele Ruginești și Văleni) și Copăcești (cu satele Copăcești și Slobozia) au devenit comune suburbane ale comunei urbane Adjud.
În 1950, comunele au trecut la raionul Adjud din regiunea Putna, apoi (după 1952) din regiunea Bârlad și (după 1956) din regiunea Bacău. Comunele Anghelești și Copăcești au fost în timp desființate, satele lor (cu excepția satului Slobozia din comuna Copăcești) fiind incluse în comuna Ruginești, care a fost trecută în 1968 la județul Vrancea.

## Monumente istorice

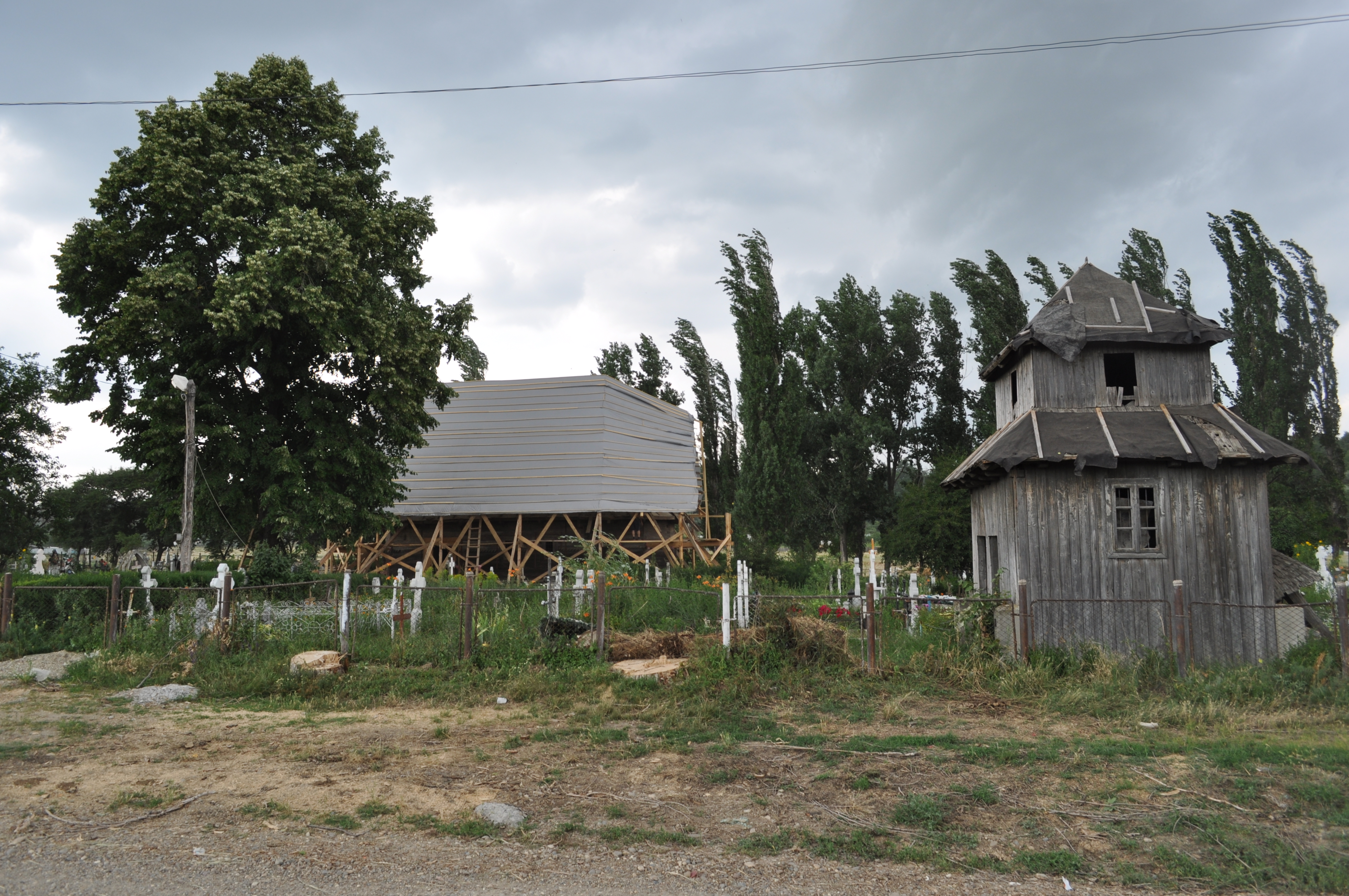
Biserica de lemn „Cuvioasa Paraschiva” din satul Ruginești, monument istoric de interes național din comuna Ruginești.

În comuna Ruginești, la intrarea dinspre sud în satul Ruginești, se află biserica de lemn „Cuvioasa Paraschiva”, monument istoric de arhitectură de interes național, datând din secolul al XVII-lea. Tot aici se mai află și patru situri arheologice de interes național — situl „Cetățuia” de la nord de Anghelești cuprinde urmele unei așezări fortificate din eneolitic și ale unei așezări din Epoca Bronzului; așezarea de la „Gorgan” (lângă Văleni) aparține culturii Cucuteni din eneolitic; situl de la „Popa Cloșcă” (la 800 m distanță nord-vest de punctul „Gorgan”) cuprinde o altă așezare a culturii Cucuteni, precum și una aparținând culturii Monteoru din Epoca Bronzului; în sfârșit, situl din punctul „Atanasiu”, aflat tot la Văleni, la 600 m sud de „Popa Cloșcă”, conține și el urmele unor așezări similare cu acesta.
În rest, două alte obiective din comună sunt incluse în lista monumentelor istorice din județul Vrancea ca monumente de interes local. Biserica de lemn „Sfântul Nicolae” din centrul satului Anghelești datează din anii 1757–1758 și este clasificată drept monument de arhitectură, iar monumentul eroilor din Primul Război Mondial și din războiul de independență a României, aflat în incinta grădiniței din satul Ruginești, este clasificat ca monument memorial sau funerar.

## Personalități născute aici
- Sava Athanasiu (1861 - 1946), geolog și paleontolog, membru de onoare al Academiei Române;
- Tudor Vornicu (1926 - 1989), realizator la TVR;
- Marius Bostan (n. 1970), economist, fost ministru.

## Vezi și
- Biserica de lemn din Anghelești, Vrancea
- Biserica de lemn din Ruginești
- Lunca Siretului Inferior (arie specială de protecție avifaunistică - SPA)
- Lunca Siretului Inferior (sit de importanță comunitară)